# Eutane
Eutane is een geslacht van vlinders van de familie spinneruilen (Erebidae), uit de onderfamilie Arctiinae.

## Soorten
- E. aglaea Hampson, 1914
- E. alba Hampson, 1900
- E. nivea Hampson, 1905
- E. subnigra T.P. Lucas, 1890
- E. terminalis Walker, 1854
- E. trimochla Turner, 1940
- E. triplagata Pagenstecher, 1900